# أمنتوري فانفاني

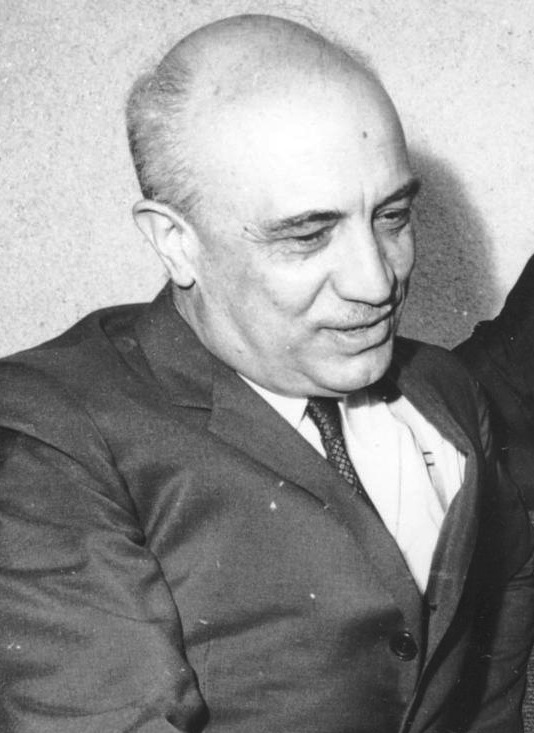
أمنتوري فانفاني

أمنتوري فانفاني (بالإيطالية: Amintore Fanfani) سياسي إيطالي (6 فبراير 1908-20 نوفمبر 1999) تولى رئاسة الحكومة في إيطاليا خمس مرات:
- من 18 يناير إلى 8 فبراير 1954.
- من 1 يوليو 1958 إلى 15 فبراير 1959.
- من 26 يوليو 1960 إلى 21 مارس 1963.
- من 1 ديسمبر 1982 إلى 4 اغسطس 1983.
- من 17 أبريل إلى 28 يوليو 1987.

لم يرأس سياسي في إيطاليا الحكومة خمس مرات غيره هو وجيوفاني جوليتي. رغم ذلك فإن مجموع الأيام التي قضاها في الحكم في تلك الفترات الخمس هي 1517 يوماً (4 سنوات و 110 يوماً)، وهي أقل من أيام فترة الحكم الثانية لسيلفيو برلسكوني (2001-2006) التي بلغت 1801 يوماً (4 سنوات و 340 يوماً).

## روابط خارجية
- أمنتوري فانفاني على موقع الموسوعة البريطانية (الإنجليزية)
- أمنتوري فانفاني على موقع مونزينجر (الألمانية)